# Muscisaxicola flavinucha
A Muscisaxicola flavinucha a madarak (Aves) osztályának verébalakúak (Passeriformes) rendjébe és a királygébicsfélék (Tyrannidae) családjába tartozó faj.

## Rendszerezése
A fajt Frédéric de Lafresnaye francia ornitológus írta le 1855-ben.

## Alfajai
- Muscisaxicola flavinucha brevirostris Olrog, 1949
- Muscisaxicola flavinucha flavinucha Lafresnaye, 1855[2]

## Előfordulása
Dél-Amerikában, az Andokban, Argentína, Bolívia, Chile és Peru területén honos. Természetes élőhelyei a mérsékelt övi gyepek, szubtrópusi és trópusi magaslati gyepek, lápok és mocsarak környékén, sziklás környezetben. Vonuló faj.

## Megjelenése
Testhossza 20 centiméter.

## Természetvédelmi helyzete
Az elterjedési területe nagyon nagy, egyedszáma pedig stabil. A Természetvédelmi Világszövetség Vörös listáján nem fenyegetett fajként szerepel.